# Raúl de los Hoyos
Raúl de los Hoyos (Saladillo, provincia de Buenos Aires Argentina, 21 de agosto de 1898 - ¿ 18 de julio de 1989) fue un músico y  compositor dedicado al género del tango. Entre las obras cuya música le pertenece se recuerdan especialmente Viejo rincón sobre letra de Roberto Lino Cayol, Del barrio de las latas, con letra de Emilio Fresedo y Un tropezón letra de Luis Bayón Herrera. Algunas de sus principales obras fueron estrenadas integrando espectáculos teatrales.

## Actividad profesional
Corría el año 1924 cuando le encargaron musicalizar la letra del tango ¡Sonsa! que luego estrenó Iris Marga en el Teatro Maipo en la revista ¿Quién dijo miedo? de Roberto Lino Cayol, el 29 de octubre de ese año. Esa fue su primera composición; en 1925 hizo la música de Noches de Colón para la revista Las alegres chicas del Maipo, de Cayol y Humberto Cairo (empresario teatral que usaba el seudónimo de H. Oriac- que, estrenada el 9 de junio, fue la revista más exitosa hasta ese entonces presentada en ese teatro, alcanzando las 370 funciones. El mismo año Cayol hizo la letra de Viejo rincón sobre una música previa de De los Hoyos que este había titulado Moulin Rouge, para la revista Me gustan todas, de  Roberto Cayol, Humberto Cairo y Arturo De Bassi estrenada el 14 de agosto de 1925. Los dos tangos fueron cantados por Vicente Climent. Alrededor de 1927 o 1928 hizo un viaje de placer a Europa, y encontró a Carlos Gardel que para su presentación en el Teatro Royal de Madrid había adaptado el título del tango Noches de Colón a Mis noches del Royal.
El 1° de junio de 1926 se estrenó la revista En el Maipo no hace frío, de Roberto L. Cayol y H. Oriac donde se ejecuta Anoche a las dos y Tita Merello hace una creación de Del barrio de las latas con letra de Emilio Fresedo. En 1927 ya lo buscan otros empresarios teatrales y en la revista Las estampas iluminadas del Teatro Sarmiento, de Antonio De Bassi, la inigualable Sofía Bozán cantó Un tropezón con letra de Luis Bayón Herrera que en 1949 llegó al cine en Un tropezón cualquiera da en la vida en la voz de Alberto Castillo dirigido por Manuel Romero. Ese mismo año pone música a la letra que preparó Alberto Vaccarezza para su sainete El corralón de mis penas y nace el tango El carrerito del que Libertad Lamarque hizo una creación en el Teatro El Nacional.
El tango El alma de la calle que lleva el subtítulo de Callecita del suburbio fue hecho en 1925 con letra de José Agustín Ferreyra y, junto con el tango El organito de la tarde de José González Castillo, acompañaban mediante la ejecución en vivo la proyección de la película –sin sonido- que llevaba este último nombre.
El alma de la calle estaba dedicado al maestro Arturo De Bassi y fue grabado por Gardel en 1926. Otros tangos fueron Aquel cuartito de la pensión, letra de Carlos Max Viale Paz, premiado en concurso del Círculo de la Prensa, y Fondín de Pedro Mendoza que con letra de Luis César Amadori fue galardonado en el concurso del sello discográfico Nacional.
Otro éxito de De los Hoyos fue Entrá sin miedo hermana, con letra del comediógrafo Mario Flores, que fue estrenado en el Maipo por Iris Marga y grabado por Azucena Maizani en 1926 en discos Nacional.
Además de ejecutante musical hizo de cantor allá por 1927-28 en diversas radioemisoras, y de locutor.
De los Hoyos falleció el 18 de julio de 1989.

## Obras registradas en SADAIC
Estas  son las obras registradas a nombre de Raúl de los Hoyos en SADAI.
- Abajo los hombres (en colaboración con Roberto Lino Cayol )
- Anoche a las dos (en colaboración con Roberto Lino Cayol ) (1954)
- Aquel cuartito de la pensión (en colaboración con Carlos Máximo Viale Paz) (1940)
- Atorrante (en colaboración con Alberto Vacarezza )
- Brisa campera (en colaboración con Roberto Lino Cayol )
- Callecita del suburbio  * Dejá que la gente diga (en colaboración con Luis Bayón Herrera) (1940)
- Del Barrio de las Latas (en colaboración con Emilio Fresedo) (1940)
- Dónde estás tú (en colaboración con Elsa Rafaelli)
- Dos ojos negros (en colaboración con Nicolás Olivari)  (1936)
- El alma de la calle (en colaboración con José Agustín Ferreyra)
- El carrerito (en colaboración con Alberto Vacarezza) (1940)
- Entrá sin miedo hermana (en colaboración con Mario Flores) (1947)
- Felisa Tolosa (en colaboración con Luis César Amadori y Guillermo Pichot)  (1955)
- Fondín de Pedro Mendoza (en colaboración con Luis César Amadori y Guillermo Pichot)  (1952)
- La pampa se ha embrujado (en colaboración con Roberto Lino Cayol )
- Maldonado (en colaboración con Alberto Vacarezza)
- Mueble viejo (en colaboración con Agapito Crespo) (1942)
- Noches de Colón (en colaboración con Roberto Lino Cayol ) (1940)
- Página otoñal (en colaboración con Francisco García Jiménez) (1960)
- Purrete de mi amor (en colaboración con Luis Bayón Herrera) (1940)
- Quemá esas cartas (en colaboración con Manuel Romero) (1953)
- Sonsa (en colaboración con Emilio Fresedo) (1951)
- Tu burla (en colaboración con Carlos Manuel Marín) (1961)
- Un tropezón (en colaboración con Luis Bayón Herrera) (1940)
- Viejo rincón (en colaboración con Roberto Lino Cayol ) (1940)

## Filmografía
Banda sonora
- Un tropezón cualquiera da en la vida (1949))